# Temporada de tennis 2009
Selecció dels principals esdeveniments tennístics de l'any 2009 classificats per categoria masculina, femenina i per equips.
L'estructura dels circuits ATP (masculí) i WTA i (femení) ha estat canviat aquest any. En el circuit ATP s'han reemplaçat els tornejos Masters Series per Masters 1000, mentre els ATP International Series Gold i els International Series han estat substituïts per Sèries 500 i Sèries 250 respectivament. Pel que fa al circuit femení, també s'ha reestructurat per assemblar-se al masculí. Les sèries Tier I i Tier II s'han unit per formar els Premier Tournaments i les sèries Tier III i Tier IV s'han unit en International Tournaments. En ambdós circuits s'ha mantingut la Copa Masters de final de temporada (ATP World Tour Finals i WTA Tour Championships).

## ITF

### Grand Slams
Open d'Austràlia (19 - 26 de gener)
| Categoria          | Vencedor                         | Finalista                        | Marcador                   |
| ------------------ | -------------------------------- | -------------------------------- | -------------------------- |
| Individual masculí | Rafael Nadal                     | Roger Federer                    | 7–5, 3–6, 7–6(3), 3–6, 6–2 |
| Individual femení  | Serena Williams                  | Dinara Safina                    | 6–0, 6–3                   |
| Doble masculí      | Bob Bryan · Mike Bryan           | Mahesh Bhupathi · Mark Knowles   | 2-6, 7-5, 6-0              |
| Doble femení       | Serena Williams · Venus Williams | Daniela Hantuchova · Ai Sugiyama | 6-3, 6-3                   |
| Doble mixt         | Sania Mirza · Mahesh Bhupathi    | Nathalie Dechy · Andy Ram        | 6-1, 6-3                   |

Roland Garros (24 de maig - 7 de juny)
| Categoria          | Vencedor                       | Finalista                          | Marcador          |
| ------------------ | ------------------------------ | ---------------------------------- | ----------------- |
| Individual masculí | Roger Federer                  | Robin Soderling                    | 6-1, 7-6(1), 6-4  |
| Individual femení  | Svetlana Kuznetsova            | Dinara Safina                      | 6-4, 6-2          |
| Doble masculí      | Lukas Dlouhy · Leander Paes    | Wesley Moodie · Dick Norman        | 3-6, 6-3, 6-2     |
| Doble femení       | Anabel Medina · Virginia Ruano | Viktória Azàrenka · Ielena Vesninà | 6–1, 6–1          |
| Doble mixt         | Liezel Huber · Bob Bryan       | Vania King · Marcelo Melo          | 5-7, 7-6(5), 10-7 |

Wimbledon (22 de juny - 5 de juliol)
| Categoria          | Vencedor                            | Finalista                       | Marcador                        |
| ------------------ | ----------------------------------- | ------------------------------- | ------------------------------- |
| Individual masculí | Roger Federer                       | Andy Roddick                    | 5-7, 7-6(6), 7-6(5), 3-6, 16-14 |
| Individual femení  | Serena Williams                     | Venus Williams                  | 7-6(3), 6-2                     |
| Doble masculí      | Daniel Nestor · Nenad Zimonjić      | Bob Bryan · Mike Bryan          | 7–6(7), 6–7(3), 7–6(3), 6–3     |
| Doble femení       | Serena Williams · Venus Williams    | Samantha Stosur · Rennae Stubbs | 7–6(4), 6–4                     |
| Doble mixt         | Anna-Lena Groenefeld · Mark Knowles | Cara Black · Leander Paes       | 7-5, 6-3                        |

US Open (31 d'agost - 13 de setembre)
| Categoria          | Vencedor                          | Finalista                      | Marcador                      |
| ------------------ | --------------------------------- | ------------------------------ | ----------------------------- |
| Individual masculí | Juan Martín del Potro             | Roger Federer                  | 3-6, 7-6(5), 4-6, 7-6(4), 6-2 |
| Individual femení  | Kim Clijsters                     | Caroline Wozniacki             | 7-5, 6-3                      |
| Doble masculí      | Lukas Dlouhy · Leander Paes       | Mahesh Bhupathi · Mark Knowles | 3-6, 6-3, 6-2                 |
| Doble femení       | Serena Williams · Venus Williams  | Cara Black · Liezel Huber      | 6-2, 6-2                      |
| Doble mixt         | Carly Gullickson · Travis Parrott | Cara Black · Leander Paes      | 6-2, 6-4                      |

### Copa Davis
|  | Vuitens de final 6-8 de març                   | Vuitens de final 6-8 de març         | Vuitens de final 6-8 de març |                                |              | Quarts de final 10-12 de juliol | Quarts de final 10-12 de juliol       | Quarts de final 10-12 de juliol |   |  | Semifinals 18-20 de setembre | Semifinals 18-20 de setembre               | Semifinals 18-20 de setembre |  |  | Final 4-6 de desembre | Final 4-6 de desembre | Final 4-6 de desembre |
|  |                                                |                                      |                              |                                |              |                                 |                                       |                                 |   |  |                              |                                            |                              |  |  |                       |                       |                       |
|  | Buenos Aires, Argentina (terra batuda)         |                                      |                              |                                |              |                                 |                                       |                                 |   |  |                              |                                            |                              |  |  |                       |                       |                       |
|  | 1                                              | Argentina                            | 5                            |                                |              |                                 |                                       |                                 |   |  |                              |                                            |                              |  |  |                       |                       |                       |
|  | 1                                              | Argentina                            | 5                            | Ostrava, Txèquia (dura indoor) |              |                                 |                                       |                                 |   |  |                              |                                            |                              |  |  |                       |                       |                       |
|  |                                                | Països Baixos                        | 0                            |                                |              |                                 |                                       |                                 |   |  |                              |                                            |                              |  |  |                       |                       |                       |
|  |                                                | Països Baixos                        | 0                            | 1                              | Argentina    | 2                               |                                       |                                 |   |  |                              |                                            |                              |  |  |                       |                       |                       |
|  | Ostrava, Txèquia (ciment indoor)               |                                      |                              | 1                              | Argentina    | 2                               |                                       |                                 |   |  |                              |                                            |                              |  |  |                       |                       |                       |
|  |                                                |                                      | Txèquia                      | 3                              |              |                                 |                                       |                                 |   |  |                              |                                            |                              |  |  |                       |                       |                       |
|  | 8                                              | França                               | Txèquia                      | 3                              | 2            |                                 |                                       |                                 |   |  |                              |                                            |                              |  |  |                       |                       |                       |
|  | 8                                              | França                               |                              |                                | 2            |                                 | Poreč, Croàcia (terra batuda indoor)  |                                 |   |  |                              |                                            |                              |  |  |                       |                       |                       |
|  |                                                | Txèquia                              | 3                            |                                |              |                                 |                                       |                                 |   |  |                              |                                            |                              |  |  |                       |                       |                       |
|  |                                                |                                      |                              |                                |              |                                 |                                       | Txèquia                         | 4 |  |                              |                                            |                              |  |  |                       |                       |                       |
|  | Birmingham, Alabama, EUA (dura indoor)         |                                      |                              |                                |              |                                 |                                       | Txèquia                         | 4 |  |                              |                                            |                              |  |  |                       |                       |                       |
|  |                                                | 5                                    | Croàcia                      | 1                              |              |                                 |                                       |                                 |   |  |                              |                                            |                              |  |  |                       |                       |                       |
|  | 4                                              | 5                                    | Croàcia                      | 1                              | Estats Units | 4                               |                                       |                                 |   |  |                              |                                            |                              |  |  |                       |                       |                       |
|  | 4                                              | Poreč, Croàcia (terra batuda indoor) |                              |                                | Estats Units | 4                               |                                       |                                 |   |  |                              |                                            |                              |  |  |                       |                       |                       |
|  |                                                | Civil Ensign of Switzerland.svg      | 1                            |                                |              |                                 |                                       |                                 |   |  |                              |                                            |                              |  |  |                       |                       |                       |
|  |                                                | Civil Ensign of Switzerland.svg      | 1                            | 4                              | Estats Units | 2                               |                                       |                                 |   |  |                              |                                            |                              |  |  |                       |                       |                       |
|  | Poreč, Croàcia (dura indoor)                   |                                      |                              | 4                              | Estats Units | 2                               |                                       |                                 |   |  |                              |                                            |                              |  |  |                       |                       |                       |
|  |                                                | 5                                    | Croàcia                      | 3                              |              |                                 |                                       |                                 |   |  |                              |                                            |                              |  |  |                       |                       |                       |
|  | 5                                              | 5                                    | Croàcia                      | 3                              | Croàcia      | 5                               |                                       |                                 |   |  |                              |                                            |                              |  |  |                       |                       |                       |
|  | 5                                              |                                      |                              |                                | Croàcia      | 5                               |                                       |                                 |   |  |                              | Barcelona, Catalunya (terra batuda indoor) |                              |  |  |                       |                       |                       |
|  |                                                | Xile                                 | 0                            |                                |              |                                 |                                       |                                 |   |  |                              |                                            |                              |  |  |                       |                       |                       |
|  |                                                |                                      |                              |                                |              |                                 |                                       |                                 |   |  |                              |                                            |                              |  |  |                       |                       |                       |
|  |                                                |                                      |                              |                                |              |                                 |                                       |                                 |   |  |                              |                                            |                              |  |  | Txèquia               | 0                     |                       |
|  | Malmö, Suècia (ciment indoor)                  |                                      |                              |                                |              |                                 |                                       |                                 |   |  |                              |                                            |                              |  |  | Txèquia               | 0                     |                       |
|  |                                                | 2                                    | Espanya                      | 5                              |              |                                 |                                       |                                 |   |  |                              |                                            |                              |  |  |                       |                       |                       |
|  |                                                | 2                                    | Espanya                      | 5                              | Israel       | 3                               |                                       |                                 |   |  |                              |                                            |                              |  |  |                       |                       |                       |
|  |                                                | Tel-Aviv, Israel (dura indoor)       |                              |                                | Israel       | 3                               |                                       |                                 |   |  |                              |                                            |                              |  |  |                       |                       |                       |
|  | 6                                              | Suècia                               | 2                            |                                |              |                                 |                                       |                                 |   |  |                              |                                            |                              |  |  |                       |                       |                       |
|  | 6                                              | Suècia                               | 2                            |                                |              | Israel                          | 4                                     |                                 |   |  |                              |                                            |                              |  |  |                       |                       |                       |
|  | Sibiu, Romania (ciment indoor)                 |                                      |                              |                                |              | Israel                          | 4                                     |                                 |   |  |                              |                                            |                              |  |  |                       |                       |                       |
|  |                                                | 3                                    | Rússia                       | 1                              |              |                                 |                                       |                                 |   |  |                              |                                            |                              |  |  |                       |                       |                       |
|  |                                                | 3                                    | Rússia                       | 1                              | Romania      | 1                               |                                       |                                 |   |  |                              |                                            |                              |  |  |                       |                       |                       |
|  |                                                |                                      |                              |                                | Romania      | 1                               | Torre Pacheco, Espanya (terra batuda) |                                 |   |  |                              |                                            |                              |  |  |                       |                       |                       |
|  | 3                                              | Rússia                               | 4                            |                                |              |                                 |                                       |                                 |   |  |                              |                                            |                              |  |  |                       |                       |                       |
|  | 3                                              | Rússia                               | 4                            |                                |              |                                 |                                       |                                 |   |  | Israel                       | 1                                          |                              |  |  |                       |                       |                       |
|  | Garmisch-Partenkirchen, Alemanya (dura indoor) |                                      |                              |                                |              |                                 |                                       |                                 |   |  | Israel                       | 1                                          |                              |  |  |                       |                       |                       |
|  |                                                | 2                                    | Espanya                      | 4                              |              |                                 |                                       |                                 |   |  |                              |                                            |                              |  |  |                       |                       |                       |
|  |                                                | 2                                    | Espanya                      | 4                              | Àustria      | 2                               |                                       |                                 |   |  |                              |                                            |                              |  |  |                       |                       |                       |
|  |                                                | Marbella, Espanya (terra batuda)     |                              |                                | Àustria      | 2                               |                                       |                                 |   |  |                              |                                            |                              |  |  |                       |                       |                       |
|  | 7                                              | Alemanya                             | 3                            |                                |              |                                 |                                       |                                 |   |  |                              |                                            |                              |  |  |                       |                       |                       |
|  | 7                                              | Alemanya                             | 3                            |                                | 7            | Alemanya                        | 2                                     |                                 |   |  |                              |                                            |                              |  |  |                       |                       |                       |
|  | Benidorm, Espanya (terra batuda)               |                                      |                              |                                | 7            | Alemanya                        | 2                                     |                                 |   |  |                              |                                            |                              |  |  |                       |                       |                       |
|  |                                                | 2                                    | Espanya                      | 3                              |              |                                 |                                       |                                 |   |  |                              |                                            |                              |  |  |                       |                       |                       |
|  |                                                | 2                                    | Espanya                      | 3                              | Sèrbia       | 1                               |                                       |                                 |   |  |                              |                                            |                              |  |  |                       |                       |                       |
|  |                                                |                                      |                              |                                | Sèrbia       | 1                               |                                       |                                 |   |  |                              |                                            |                              |  |  |                       |                       |                       |
|  | 2                                              | Espanya                              | 4                            |                                |              |                                 |                                       |                                 |   |  |                              |                                            |                              |  |  |                       |                       |                       |

#### Final
| Espanya 5 | Palau Sant Jordi, Barcelona, Catalunya 4-5 de desembre de 2009 Terra batuda indoor | Palau Sant Jordi, Barcelona, Catalunya 4-5 de desembre de 2009 Terra batuda indoor | República Txeca 0 |     |     |     |     |  |
| \| \| \| \| 1 \| 2 \| 3 \| 4 \| 5 \| \| \| - \| ------------------------- \| ------------------------------------------------------------------ \| ---- \| --- \| --- \| --- \| --- \| \| \| 1 \| Espanya · República Txeca \| Rafael Nadal Tomas Berdych \| 7 5 \| 6 0 \| 6 2 \| \| \| \| \| 2 \| Espanya · República Txeca \| David Ferrer Radek Stepanek \| 1 6 \| 2 6 \| 6 4 \| 6 4 \| 8 6 \| \| \| 3 \| Espanya · República Txeca \| Feliciano Lopez / Fernando Verdasco Tomas Berdych / Radek Stepanek \| 7 67 \| 7 5 \| 6 2 \| \| \| \| \| 4 \| Espanya · República Txeca \| Rafael Nadal Jan Hajek \| 6 3 \| 6 4 \| \| \| \| \| \| 5 \| Espanya · República Txeca \| David Ferrer Lukas Dlouhy \| 6 4 \| 6 2 \| \| \| \| \| |                                                                                    |                                                                                    |                   |     |     |     |     |  |
| |                                                                                    |                                                                                    | 1                 | 2   | 3   | 4   | 5   |  |
| 1 | Espanya · República Txeca                                                          | Rafael Nadal Tomas Berdych                                                         | 7 5               | 6 0 | 6 2 |     |     |  |
| 2 | Espanya · República Txeca                                                          | David Ferrer Radek Stepanek                                                        | 1 6               | 2 6 | 6 4 | 6 4 | 8 6 |  |
| 3 | Espanya · República Txeca                                                          | Feliciano Lopez / Fernando Verdasco Tomas Berdych / Radek Stepanek                 | 7 67              | 7 5 | 6 2 |     |     |  |
| 4 | Espanya · República Txeca                                                          | Rafael Nadal Jan Hajek                                                             | 6 3               | 6 4 |     |     |     |  |
| 5 | Espanya · República Txeca                                                          | David Ferrer Lukas Dlouhy                                                          | 6 4               | 6 2 |     |     |     |  |

| Copa Davis 2009     |
| ------------------- |
| Espanya Quart títol |

### Copa Federació
|  | Quarts de final 7-8 de febrer | Quarts de final 7-8 de febrer | Quarts de final 7-8 de febrer |                                     |           | Semifinals 25-26 d'abril | Semifinals 25-26 d'abril | Semifinals 25-26 d'abril |   |  | Final 7-8 de novembre | Final 7-8 de novembre | Final 7-8 de novembre |
|  |                               |                               |                               |                                     |           |                          |                          |                          |   |  |                       |                       |                       |
|  | Moscou, Rússia (dura indoor)  |                               |                               |                                     |           |                          |                          |                          |   |  |                       |                       |                       |
|  | 1                             | Rússia                        | 5                             |                                     |           |                          |                          |                          |   |  |                       |                       |                       |
|  | 1                             | Rússia                        | 5                             | Castellaneta, Itàlia (terra batuda) |           |                          |                          |                          |   |  |                       |                       |                       |
|  |                               | R.P. de la Xina               | 0                             |                                     |           |                          |                          |                          |   |  |                       |                       |                       |
|  |                               | R.P. de la Xina               | 0                             | 1                                   | Rússia    | 1                        |                          |                          |   |  |                       |                       |                       |
|  | Orleans, França (dura indoor) |                               |                               | 1                                   | Rússia    | 1                        |                          |                          |   |  |                       |                       |                       |
|  |                               | 4                             | Itàlia                        | 4                                   |           |                          |                          |                          |   |  |                       |                       |                       |
|  | 4                             | 4                             | Itàlia                        | 4                                   | Itàlia    | 5                        |                          |                          |   |  |                       |                       |                       |
|  | 4                             |                               |                               |                                     | Itàlia    | 5                        | Reggio Calabria, Itàlia  |                          |   |  |                       |                       |                       |
|  |                               | França                        | 0                             |                                     |           |                          |                          |                          |   |  |                       |                       |                       |
|  |                               |                               |                               |                                     |           |                          | 4                        | Itàlia                   | 4 |  |                       |                       |                       |
|  | Surprise, Arizona, EUA (dura) |                               |                               |                                     |           |                          | 4                        | Itàlia                   | 4 |  |                       |                       |                       |
|  |                               | 3                             | Estats Units                  | 0                                   |           |                          |                          |                          |   |  |                       |                       |                       |
|  |                               | 3                             | Estats Units                  | 0                                   | Argentina | 2                        |                          |                          |   |  |                       |                       |                       |
|  |                               | Brno, Txèquia (dura indoor)   |                               |                                     | Argentina | 2                        |                          |                          |   |  |                       |                       |                       |
|  | 3                             | Estats Units                  | 3                             |                                     |           |                          |                          |                          |   |  |                       |                       |                       |
|  | 3                             | Estats Units                  | 3                             |                                     | 3         | Estats Units             | 3                        |                          |   |  |                       |                       |                       |
|  | Brno, Txèquia (ciment indoor) |                               |                               |                                     | 3         | Estats Units             | 3                        |                          |   |  |                       |                       |                       |
|  |                               |                               | Txèquia                       | 2                                   |           |                          |                          |                          |   |  |                       |                       |                       |
|  |                               | Txèquia                       | Txèquia                       | 2                                   | 4         |                          |                          |                          |   |  |                       |                       |                       |
|  |                               | Txèquia                       |                               |                                     | 4         |                          |                          |                          |   |  |                       |                       |                       |
|  | 2                             | Espanya                       | 1                             |                                     |           |                          |                          |                          |   |  |                       |                       |                       |

#### Final
| Itàlia 4 | Circolo del Tennis, Reggio Calabria, Itàlia 7-8 de novembre de 2009 Terra batuda | Circolo del Tennis, Reggio Calabria, Itàlia 7-8 de novembre de 2009 Terra batuda | Estats Units 0 |     |      |          |
| \| \| \| \| 1 \| 2 \| 3 \| \| \| - \| --------------------- \| ----------------------------------------------------- \| ---- \| --- \| ---- \| -------- \| \| 1 \| Itàlia · Estats Units \| Flavia Pennetta Alexa Glatch \| 6 3 \| 6 1 \| \| \| \| 2 \| Itàlia · Estats Units \| Francesca Schiavone Melanie Oudin \| 7 6² \| 6 2 \| \| \| \| 3 \| Itàlia · Estats Units \| Flavia Pennetta Melanie Oudin \| 7 5 \| 6 2 \| \| \| \| 4 \| Itàlia · Estats Units \| Francesca Schiavone Alexa Glatch \| \| \| \| No jugat \| \| 5 \| Itàlia · Estats Units \| Sara Errani / Roberta Vinci Liezel Huber / Vania King \| 4 6 \| 6 3 \| 11 9 \| \| |                                                                                  |                                                                                  |                |     |      |          |
| |                                                                                  |                                                                                  | 1              | 2   | 3    |          |
| 1 | Itàlia · Estats Units                                                            | Flavia Pennetta Alexa Glatch                                                     | 6 3            | 6 1 |      |          |
| 2 | Itàlia · Estats Units                                                            | Francesca Schiavone Melanie Oudin                                                | 7 6²           | 6 2 |      |          |
| 3 | Itàlia · Estats Units                                                            | Flavia Pennetta Melanie Oudin                                                    | 7 5            | 6 2 |      |          |
| 4 | Itàlia · Estats Units                                                            | Francesca Schiavone Alexa Glatch                                                 |                |     |      | No jugat |
| 5 | Itàlia · Estats Units                                                            | Sara Errani / Roberta Vinci Liezel Huber / Vania King                            | 4 6            | 6 3 | 11 9 |          |

| Copa Federació 2009 |
| ------------------- |
| Itàlia Segon títol  |

### Copa Hopman
Grup A
| Pos. | País         | V | D | Partits | Sets    |
| ---- | ------------ | - | - | ------- | ------- |
| 1    | Eslovàquia   | 3 | 0 | 8 – 1   | 12 – 3  |
| 2    | Alemanya     | 2 | 1 | 4 – 5   | 10 – 10 |
| 3    | Estats Units | 1 | 2 | 3 – 6   | 9 – 14  |
| 4    | Austràlia    | 0 | 3 | 3 – 6   | 8 – 12  |

Grup B
| Pos. | País        | V | D | Partits | Sets   |
| ---- | ----------- | - | - | ------- | ------ |
| 1    | Rússia      | 3 | 0 | 6 – 3   | 14 – 7 |
| 2    | Itàlia      | 2 | 1 | 6 – 3   | 12 – 7 |
| 3    | França      | 1 | 2 | 5 – 4   | 10 – 8 |
| 4    | Xina Taipei | 0 | 3 | 1 – 8   | 3 – 17 |

#### Final
| Eslovàquia 2 | Burswood Entertainment Complex, Perth 9 de gener de 2009 Dura indoor | Burswood Entertainment Complex, Perth 9 de gener de 2009 Dura indoor | Rússia 0 |     |      |             |
| \| \| \| \| 1 \| 2 \| 3 \| \| \| - \| ------------------- \| --------------------------------------------------------------- \| ---- \| --- \| ---- \| ----------- \| \| 1 \| Eslovàquia · Rússia \| Dominika Cibulkova Dinara Safina \| 64 7 \| 6 1 \| 6 4 \| \| \| 2 \| Eslovàquia · Rússia \| Dominik Hrbaty Marat Safin \| 6⁵ 7 \| 7 5 \| 7 64 \| \| \| 3 \| Eslovàquia · Rússia \| Dominika Cibulkova / Dominik Hrbaty Dinara Safina / Marat Safin \| \| \| \| no disputat \| |                                                                      |                                                                      |          |     |      |             |
| |                                                                      |                                                                      | 1        | 2   | 3    |             |
| 1 | Eslovàquia · Rússia                                                  | Dominika Cibulkova Dinara Safina                                     | 64 7     | 6 1 | 6 4  |             |
| 2 | Eslovàquia · Rússia                                                  | Dominik Hrbaty Marat Safin                                           | 6⁵ 7     | 7 5 | 7 64 |             |
| 3 | Eslovàquia · Rússia                                                  | Dominika Cibulkova / Dominik Hrbaty Dinara Safina / Marat Safin      |          |     |      | no disputat |

| Copa Hopman 2009        |
| ----------------------- |
| Eslovàquia Tercer títol |

## ATP World Tour

### ATP World Tour Finals
| Categoria  | Vencedora/es           | Finalista/es          | Marcador    |
| ---------- | ---------------------- | --------------------- | ----------- |
| Individual | Nikolai Davidenko      | Juan Martín del Potro | 6-3, 6-4    |
| Dobles     | Bob Bryan · Mike Bryan | Maks Mirni · Andy Ram | 7–6(5), 6–3 |

- Classificats individuals:  Rafael Nadal,  Roger Federer,  Andy Murray,  Novak Djokovic,  Juan Martín del Potro,  Andy Roddick,  Nikolai Davidenko,  Fernando Verdasco
- Classificats dobles:  Daniel Nestor /  Nenad Zimonjic,  Bob Bryan /  Mike Bryan,  Lukas Dlouhy /  Leander Paes,  Mahesh Bhupathi /  Mark Knowles,  František Čermák /  Michal Mertiňák,  Lukasz Kubot /  Oliver Marach,  Maks Mirni /  Andy Ram,  Mariusz Fyrstenberg /  Marcin Matkowski

### ATP World Tour Masters 1000
| Torneig      | Individual        | Individual            | Individual          | Dobles                                | Dobles                                 | Dobles               |
| Torneig      | Vencedor          | Finalista             | Marcador            | Vencedors                             | Finalistes                             | Marcador             |
| ------------ | ----------------- | --------------------- | ------------------- | ------------------------------------- | -------------------------------------- | -------------------- |
| Indian Wells | Rafael Nadal      | Andy Murray           | 6–1, 6–2            | Mardy Fish · Andy Roddick             | Maks Mirni · Andy Ram                  | 3–6, 6–1, [14–12]    |
| Miami        | Andy Murray       | Novak Djokovic        | 6–2, 7–5            | Maks Mirni · Andy Ram                 | Ashley Fisher · Stephen Huss           | 6–7(4), 6–2, [10–7]  |
| Montecarlo   | Rafael Nadal      | Novak Djokovic        | 6–3, 2–6, 6–1       | Daniel Nestor · Nenad Zimonjic        | Bob Bryan · Mike Bryan                 | 6–4, 6–1             |
| Roma         | Rafael Nadal      | Novak Djokovic        | 7–6(2), 6–2         | Daniel Nestor · Nenad Zimonjic        | Bob Bryan · Mike Bryan                 | 7–6(5), 6–3          |
| Madrid       | Roger Federer     | Rafael Nadal          | 6–4, 6–4            | Daniel Nestor · Nenad Zimonjic        | Simon Aspelin · Wesley Moodie          | 6–4, 6–4             |
| Mont-real    | Andy Murray       | Juan Martin del Potro | 6-7(4), 7-6(3), 6-1 | Mahesh Bhupathi · Mark Knowles        | Maks Mirni · Andy Ram                  | 6–4, 6–3             |
| Cincinnati   | Roger Federer     | Novak Djokovic        | 6-1, 7-5            | Daniel Nestor · Nenad Zimonjic        | Bob Bryan · Mike Bryan                 | 3-6, 7-6(2), [15-13] |
| Xangai       | Nikolai Davidenko | Rafael Nadal          | 7-6(3), 6-3         | Julien Benneteau · Jo-Wilfried Tsonga | Mariusz Fyrstenberg · Marcin Matkowski | 6-2, 6-4             |
| París        | Novak Djokovic    | Gaël Monfils          | 6-2, 5-7, 7-6(3)    | Daniel Nestor · Nenad Zimonjić        | Marcel Granollers · Tommy Robredo      | 6-3, 6-4             |

### Copa del món de tennis
Grup Blau
| Pos. | País      | Resultat | Partits | Sets |
| ---- | --------- | -------- | ------- | ---- |
| 1.   | Sèrbia    | 3-0      | 7-2     | 14-5 |
| 2.   | Argentina | 2-1      | 7-2     | 13-5 |
| 3.   | Itàlia    | 1-2      | 3-6     | 6-13 |
| 4.   | Rússia    | 0-3      | 1-8     | 4-14 |

Grup Vermell
| Pos. | País         | Resultat | Partits | Sets  |
| ---- | ------------ | -------- | ------- | ----- |
| 1.   | Alemanya     | 3-0      | 7-2     | 15-8  |
| 2.   | Suècia       | 2-1      | 5-4     | 13-10 |
| 3.   | Estats Units | 1-2      | 4-5     | 11-13 |
| 4.   | França       | 0-3      | 2-7     | 8-16  |

#### Final
| Sèrbia 2 | Düsseldorf, Alemanya 23 de maig de 2009 Terra batuda | Düsseldorf, Alemanya 23 de maig de 2009 Terra batuda           | Alemanya 1 |      |      |  |
| \| \| \| \| 1 \| 2 \| 3 \| \| \| - \| ----------------- \| -------------------------------------------------------------- \| --- \| ---- \| ---- \| \| \| 1 \| Sèrbia · Alemanya \| Viktor Troicki Rainer Schüttler \| 6 4 \| 7 6⁵ \| \| \| \| 2 \| Sèrbia · Alemanya \| Janko Tipsarevic Philipp Kohlschreiber \| 6 2 \| 6 4 \| \| \| \| 3 \| Sèrbia · Alemanya \| Nenad Zimonjic / Viktor Troicki Nicolas Kiefer / Mischa Zverev \| 5 7 \| 6 4 \| 7 10 \| \| |                                                      |                                                                |            |      |      |  |
| |                                                      |                                                                | 1          | 2    | 3    |  |
| 1 | Sèrbia · Alemanya                                    | Viktor Troicki Rainer Schüttler                                | 6 4        | 7 6⁵ |      |  |
| 2 | Sèrbia · Alemanya                                    | Janko Tipsarevic Philipp Kohlschreiber                         | 6 2        | 6 4  |      |  |
| 3 | Sèrbia · Alemanya                                    | Nenad Zimonjic / Viktor Troicki Nicolas Kiefer / Mischa Zverev | 5 7        | 6 4  | 7 10 |  |

| Copa del món de tennis 2009 |
| --------------------------- |
| Sèrbia Primer títol         |

## Sony Ericsson WTA Tour

### WTA Tour Championships
| Categoria  | Vencedora/es                           | Finalista/es              | Marcador            |
| ---------- | -------------------------------------- | ------------------------- | ------------------- |
| Individual | Serena Williams                        | Venus Williams            | 6-2, 7-6(4)         |
| Dobles     | Núria Llagostera · María José Martínez | Cara Black · Liezel Huber | 7-6(0), 5-7, [10-7] |

- Classificades individuals:  Dinara Safina,  Serena Williams,  Svetlana Kuznetsova,  Caroline Wozniacki,  Ielena Dementieva,  Viktória Azàrenka,  Venus Williams,  Jelena Jankovic,  Vera Zvonariova (suplent),  Agnieszka Radwanska (suplent)
- Classificades dobles:  Cara Black /  Liezel Huber,  Serena Williams /  Venus Williams,  Núria Llagostera /  María José Martínez,  Rennae Stubbs /  Samantha Stosur

### WTA Tournament of Champions
| Categoria  | Vencedora/es  | Finalista/es   | Marcador      |
| ---------- | ------------- | -------------- | ------------- |
| Individual | Aravane Rezai | Marion Bartoli | 7-5, retirada |

- Classificades:  Marion Bartoli,  Samantha Stosur,  Yanina Wickmayer,  Anabel Medina,  María José Martínez,  Shahar Peer,  Melinda Czink,  Agnes Szavay,  Aravane Rezai,  Magdalena Rybarikova,  Sabine Lisicki (invitació),  Kimiko Date Krumm (invitació),  Vera Duixévina (suplent)

### WTA Premier Tournaments
| Torneig      | Individual          | Individual          | Individual       | Dobles                                    | Dobles                                   | Dobles              |
| Torneig      | Vencedora           | Finalista           | Marcador         | Vencedores                                | Finalistes                               | Marcador            |
| ------------ | ------------------- | ------------------- | ---------------- | ----------------------------------------- | ---------------------------------------- | ------------------- |
| Sydney       | Ielena Dementieva   | Dinara Safina       | 6–3, 2–6, 6–1    | Su-wei Hsieh · Shuai Peng                 | Nathalie Dechy · Casey Dellacqua         | 6–0, 6–1            |
| París        | Amelie Mauresmo     | Ielena Dementieva   | 7–6(7), 2–6, 6–4 | Cara Black · Liezel Huber                 | Kveta Peschke · Lisa Raymond             | 6–4, 3–6, [10–4]    |
| Dubai        | Venus Williams      | Virginie Razzano    | 6–4, 6–2         | Cara Black · Liezel Huber                 | Maria Kirilenko · Agnieszka Radwanska    | 6–3, 6–3            |
| Indian Wells | Vera Zvonariova     | Ana Ivanovic        | 7–6(5), 6–2      | Viktória Azàrenka · Vera Zvonariova       | Gisela Dulko · Shahar Peer               | 6–4, 3–6, [10–5]    |
| Miami        | Viktória Azàrenka   | Serena Williams     | 6–3, 6–1         | Svetlana Kuznetsova · Amelie Mauresmo     | Kveta Peschke · Lisa Raymond             | 4–6, 6–3, [10–3]    |
| Charleston   | Sabine Lisicki      | Caroline Wozniacki  | 6–2, 6–4         | Bethanie Mattek-Sands · Nàdia Petrova     | Liga Dekmeijere · Patty Schnyder         | 6–7(5), 6–2, [11–9] |
| Stuttgart    | Svetlana Kuznetsova | Dinara Safina       | 6–2, 6–4         | Bethanie Mattek-Sands · Nàdia Petrova     | Gisela Dulko · Flavia Pennetta           | 5–7, 6–3, [10–7]    |
| Roma         | Dinara Safina       | Svetlana Kuznetsova | 6–3, 6–2         | Su-wei Hsieh · Shuai Peng                 | Daniela Hantuchova · Ai Sugiyama         | 7–5, 7–6(5)         |
| Madrid       | Dinara Safina       | Caroline Wozniacki  | 6–2, 6–4         | Cara Black · Liezel Huber                 | Kveta Peschke · Lisa Raymond             | 4–6, 6–3, [10–6]    |
| Varsòvia     | Alexandra Dulgheru  | Alona Bondarenko    | 7–6(3), 3–6, 6–0 | Raquel Kops-Jones · Bethanie Mattek-Sands | Zi Yan · Jie Zheng                       | 6-1, 6–1            |
| Eastbourne   | Caroline Wozniacki  | Virginie Razzano    | 7-6(5), 7-5      | Akgul Amanmuradova · Ai Sugiyama          | Samantha Stosur · Rennae Stubbs          | 6-4, 6-3            |
| Stanford     | Marion Bartoli      | Venus Williams      | 6-2, 5-7, 6-4    | Venus Williams · Serena Williams          | Yung-jan Chan · Monica Niculescu         | 6-4, 6-1            |
| Los Angeles  | Flavia Pennetta     | Samantha Stosur     | 6-4, 6-3         | Chia-jung Chuang · Zi Yan                 | Maria Kirilenko · Agnieszka Radwanska    | 6-0, 4-6, [10-7]    |
| Cincinnati   | Jelena Jankovic     | Dinara Safina       | 6–4, 6–2         | Cara Black · Liezel Huber                 | Núria Llagostera · M.J. Martinez Sanchez | 6–3, 0–6, 10–2      |
| Toronto      | Ielena Dementieva   | Maria Xaràpova      | 6-4, 6-3         | Núria Llagostera · M.J. Martinez Sanchez  | Samantha Stosur · Rennae Stubbs          | 2–6, 7–5, [11–9]    |
| New Haven    | Caroline Wozniacki  | Ielena Vesninà      | 6-2, 6-4         | Núria Llagostera · M.J. Martinez Sanchez  | Iveta Benesova · Lucie Hradecka          | 6-2, 7-5            |
| Tòquio       | Maria Xaràpova      | Jelena Jankovic     | 5-2 ret.         | Alissa Kleibànova · Francesca Schiavone   | Daniela Hantuchova · Ai Sugiyama         | 6-4, 6-2            |
| Pequín       | Svetlana Kuznetsova | Agnieszka Radwanska | 6-2, 6-4         | Su-wei Hsieh · Shuai Peng                 | Al·la Kudriàvtseva · Iekaterina Makàrova | 6-3, 6-1            |
| Moscou       | Francesca Schiavone | Olga Govortsova     | 6-3, 6-0         | Maria Kirilenko · Nàdia Petrova           | Maria Kondratieva · Klara Zakopalova     | 6-2, 6-2            |